# عبد القادر السنندجي
عبد القادر السنندجي (1211 هـ — 1304 هـ = 1796 — 1887 م) فقيه شافعي متكلم أشعري من مشاهير علماء الأكراد، سكن السليمانية بالعراق وتوفي بها.

## مؤلفاته
له كتب، منها:
1. تقريب المرام في شرح تهذيب الكلام (شرح تهذيب المنطق والكلام للإمام السعد التفتازاني)
2. مواهب البديع في حكمة التشريع
3. لطائف المعارف
4. رسالة العلم
5. كشف الغطاء